# West Concord (Minnesota)
Pour les articles homonymes, voir West Concord.
La ville de West Concord est située dans le Comté de Dodge, dans l’État du Minnesota, aux États-Unis. Sa population s’élevait à 782 habitants lors du recensement de 2010, estimée à 773 habitants en 2016.
West Concord a été fondée dans les années 1885. La majorité des premiers colons du Comté de Dodge venaient des états de la Nouvelle-Angleterre (New England), de New York et de Pennsylvanie. La ville a été nommée de cette manière d'après Concord dans l'état du New Hampshire.

## Source
- (en) Cet article est partiellement ou en totalité issu de l’article de Wikipédia en anglais intitulé « West Concord, Minnesota » (voir la liste des auteurs).

1. ↑  (en) « Welcome! », sur www.westconcordmn.com (consulté le 28 septembre 2021)